# Tu-110
Tu-110 (ros. Ту-110) – prototyp pasażerskiego samolotu wykorzystującego napęd przy pomocy czterech silników turboodrzutowych, zaprojektowany w biurze konstrukcyjnym Tupolewa w ZSRR, oblatany w 1957 roku. 
Konstrukcja była oparta na samolocie Tu-104, główna różnica w stosunku do pierwowzoru polegała na zastosowaniu czterech zamiast dwóch silników (pozostałe elementy były bardzo podobne lub wręcz takie same). Przyczyną zastosowania takiego rozwiązania była chęć zbudowania samolotu eksportowego, a przepisy bezpieczeństwa większości państw wymagały, by pasażerski samolot miał cztery silniki. Powstały zaledwie trzy prototypy, żaden z nich nie był wykorzystywany w lotnictwie cywilnym.